# マーズ・ヴォルタ
マーズ・ヴォルタ（The Mars Volta）は、元アット・ザ・ドライヴインのセドリック・ビクスラー・ザヴァラとオマー・ロドリゲス・ロペスによって結成されたアメリカのロックバンド。往年のプログレッシヴ・ロックのごとき大作・テクニック志向ながら、エモ／スクリーモ的なアプローチをメインに、ラテン音楽やサルサ、ダブ・テクノ、メタル、インプロヴィゼーションなど様々な音楽の意匠をミックスした混沌とした昂揚感を持つ音楽性で知られる。メンバーのソロ活動も並行して活発に行われていた。
2013年1月23日、セドリックが脱退したことを表明し、事実上の解散となった。バンドの活動に重点を置くセドリックと、ボスニアン・レインボウズやソロでの活動に重点を置くオマーとの見解の相違が原因とされている。

## 略歴
2001年 - アット・ザ・ドライヴインが活動休止を発表した後、セドリックとオマーは当時からダブ・プロジェクトとして活動していたデ・ファクトで活動を再開する。デ・ファクトの音楽は、レゲエやジャズなどに傾斜したダブ・インストゥルメンタル・サウンドであった。
2002年 - マーズ・ヴォルタ結成。アット・ザ・ドライヴイン時代のポスト・ハードコアから、プログレ的なアプローチを大胆に取り入れての活動となる。ファースト・アルバム『ディラウズド・イン・ザ・コーマトリアム』の制作においてレッド・ホット・チリ・ペッパーズのフリーが全面的サポート、またジョン・フルシアンテもゲスト参加（7曲目の"Cicatriz ESP"）し話題となる。
2006年 - サード・アルバム『アンピュテクチャー』ではジョン・フルシアンテが全曲参加している（これ以降も継続的に参加）。本作をもって長らくバンドを支えてきたドラマー、ジョン・セオドアが解雇される。その後任に選ばれたブレイク・フレミングも技術的な理由で短期間で解雇。その後はディーントニ・パークスが担当するが、あくまでサポートとしての参加であった。
2007年 - 新ドラマーとして、バークリー音楽大学出身のトーマス・プリジェンが正式加入する。
2008年 - 4thアルバム『ゴリアテの混乱』をリリース。
2009年 - 2月、第51回グラミー賞において、"Wax Simulacra"が最優秀ハードロックパフォーマンス賞を受賞した。6月には5thアルバム『八面体』をリリース。10月、ドラマーのトーマスが脱退し、後任にデヴィッド・エリッチが参加。
2009年 - ドラマーのディーントニ・パークスが復帰。
2012年 - 6thアルバム『ノクターニキット』をリリース。
2013年 - 1月23日、セドリックがツイッターで脱退したことを表明。
2022年 - 6月22日、10年ぶりとなる新曲『Blacklight Shine』を発表。また、同年9月～10月にかけてUSツアーを行うことも発表された。8月、7thアルバム『The Mars Volta』を、9月16日にリリースすることを発表した。

## メンバー

### 現在のメンバー
- オマー・ロドリゲス・ロペス (Omar Alfredo Rodríguez-Lopez) - ギター、シンセサイザー、プロデューサー、その他
- セドリック・ビクスラー・ザヴァラ（英語版） (Cedric Bixler Zavala) - ボーカル
- エヴァ・ガードナー（英語版） (Eva Gardner) - ベース
- マルセル・ロドリゲス・ロペス（英語版） (Marcel Rodriguez-Lopez) - パーカッション、キーボード、シンセサイザー
- リンダ＝フィロメーヌ・ツォングイ(Linda-Philomène Tsoungui) - ドラム
- レオ・ジェノヴェス (Leo Genovese) - キーボード、シンセサイザー、サックス

### 過去に参加したメンバー
- アイザイア・アイキー・オーウェンズ (Isaiah Ikey Owens) - キーボード　※2014年没
- リンダ・グッド (Linda Good) – キーボード
- ラーズ・スタルフォース (Lars Stalfors) - サウンド・マニピュレーション、キーボード
- パブロ・イノホス・ゴンサレス (Pablo Hinojos-Gonzalez) - サウンド・マニピュレーション、ギター
- ジェレミー・マイケル・ワード (Jeremy Michael Ward) - サウンド・テクニシャン、ボーカル・オペレーター　※2003年没
- ジェイソン・ラダー (Jason Lader) - ベース
- フリー (Flea) - ベース
- ホアン・アルデレッテ（英語版） (Juan Alderete de la Peña) - ベース　※ポール・ギルバートのレーサーX、ドラマーのMATHIAS SHERRODとのヴァットウ・ニグロでも活動。
- デヴィッド・エリッチ (David Elitch) - ドラム
- トーマス・プリジェン (Thomas Pridgen) - ドラム
- ブレイク・フレミング (Blake Fleming) - ドラム
- ジョン・セオドア (Jon Philip Theodore) - ドラム
- ディーントニ・パークス（英語版） (Deantoni Parks) - ドラム
- ヘンリー・トレホ (Henry Trejo) - アコースティック・ギター
- ジョン・フルシアンテ (John Frusciante) - ギター　※2nd以降の作品でバッキングや一部楽曲のソロを担当
- エイドリアン・テラサス・ゴンサレス (Adrian Terrazas Gonzalez) - フルート、テナーサックス、バスクラリネット、パーカッション
- ウィリー・ロドリゲス・キニョネス (Willy Rodriguez Quiñones) - ドラム

## ディスコグラフィ
- トレミュラント - Tremulant (3曲入りEP) (2002年4月2日)
- ディラウズド・イン・ザ・コーマトリアム - De-Loused in the Comatorium (2003年6月24日)
- ライヴ - Live (4曲入りEP) (2003年7月1日)
- フランシス・ザ・ミュート - Frances The Mute (2005年3月1日)
- スキャブデイツ - Scabdates (ライヴ・アルバム) (2005年11月8日)
- アンピュテクチャー - Amputechture (2006年8月30日)
- ゴリアテの混乱 - The Bedlam in Goliath (2008年1月29日)
- 八面体 - Octahedron (2009年6月17日)
- ノクターニキット - Noctourniquet (2012年3月26日)
- The Mars Volta (2022年9月16日)
- Qué Dios Te Maldiga Mí Corazón (2023年4月21日) ※『The Mars Volta』のアコースティックバージョン
- Lucro Sucio; Los Ojos del Vacío (2025年4月11日)